# Fiona MacDonald
Fiona MacDonald, född den 9 december 1974 i Paisley, Storbritannien, är en brittisk curlingspelare.
Hon tog OS-guld i damernas curlingturnering i samband med de olympiska curlingtävlingarna 2002 i Salt Lake City.